# Letnie Grand Prix w skokach narciarskich we Frenštácie
Letnie Grand Prix w skokach narciarskich we Frenštácie – zawody w skokach narciarskich, rozgrywane w ramach Letniego Grand Prix kobiet na skoczni Areal Horečky w czeskim Frenštácie.

## Podia poszczególnych konkursów LGP we Frenštácie
| Lp | Data             | HS     | Uwagi | 1. miejsce     | 2. miejsce       | 3. miejsce        |
| -- | ---------------- | ------ | ----- | -------------- | ---------------- | ----------------- |
| 1. | 18 sierpnia 2017 | HS-106 | –     | Yūki Itō       | Lucile Morat     | Maren Lundby      |
| 2. | 19 sierpnia 2017 | HS-106 | –     | Sara Takanashi | Maren Lundby     | Yūki Itō          |
| 3. | 17 sierpnia 2018 | HS-106 | –     | Sara Takanashi | Maren Lundby     | Katharina Althaus |
| 4. | 18 sierpnia 2018 | HS-106 | –     | Sara Takanashi | Yūki Itō         | Maren Lundby      |
| 5. | 18 sierpnia 2019 | HS-106 | –     | Nika Križnar   | Juliane Seyfarth | Urša Bogataj      |
| 6. | 15 sierpnia 2020 | HS-106 | –     | Nika Križnar   | Marita Kramer    | Ema Klinec        |
| 7. | 15 sierpnia 2021 | HS-106 | –     | Sara Takanashi | Nozomi Maruyama  | Silje Opseth      |